# Église Notre-Dame-de-Beaulieu
L'église Notre-Dame-de-Beaulieu de Cucuron est une église bâtie au XIVe siècle.

## Historique
Un castrum est cité en 1017 dans la donation de Lambert. L'église paroissiale Saint-Michel située près de la demeure fortifiée est le premier édifice de culte du village. Une première enceinte est construite autour du château et de l'église au XIe siècle. Rainier ou Rainon de Sabran (1160-1224) est seigneur du Caylar et d'Ansouis s'est marié en premières noces, en 1178, avec Garsende de Forcalquier, fille de Guillaume IV de Forcalquier et d'Adélaïde de Béziers, comtesse souveraine de Forcalquier. De son second mariage avec Guillelma de Lunel, dame de la Tour d'Aigues, fille de Raimon III et de Sibylle de Montpellier, il a eu Guillaume de Sabran (1200-1259), dit de Martortello (1200-1259), baron d'Ansouis, comte d'Ariano, seigneur d'Uzès et de Cucuron, Rainon II de Sabran, seigneur de Le Tour d'Aigues et d'Uzès, il a vendu la huitième partie d'Uzès à l'évêque d'Uzès en 1242. Guillaume a hérité de son père la terre de Forcalquier, Ansouis, Cucuron, Sannes, Vaugines, co-seigneur d'Uzès. Il a vendu un huitième de la seigneurie d'Uzès à l'évêque d'Uzès, Bertrand Armand, en 1280. Il s'est marié avec Ermesende dont il a eu Élzear III Maltortel de Sabran (1235-1307), seigneur d'Ansouis, de Cucuron, de Vaugines. Il s'est marié avec Cécile d'Agoult Sault dont il a eu Ermengaud II de Sabran (1259-1310). Élzéar et Ermengaud ont suivi en 1266 Charles Ier d'Anjou à la conquête de Naples après son couronnement roi de Sicile à Rome. Élzear reçoit les comtés d'Ariano et d'Apici. Éléazar se reconnaît le vassal de Charles d'Anjou, comte de Provence par son mariage avec Béatrice de Provence, en 1246, pour la moitié du castra d'Ansouis, de Cucuron et de Sannes, pour la totalité du castrum de Vaugines et pour les biens de feu Bertrand de Sabran à Ollières, comte d'Ariano, seigneur d'Ansouis, Cadenet, Cucuron , Puyloubier. Ermangaud II de Sabran s'est marié avec Laudune d'Albe de Roquemartin (1255-1290) dont il a eu Elzéar de Sabran (1285-1324), baron d'Ansouis, comte d'Ariano, saint catholique. Il a fait de son frère Guillaume son héritier universel, comte d'Ariano, Seigneur d'Ansouis, Cadenet, Cucuron , Puyloubier, Grand-Justicier du royaume de Naples.
Le village de Cucuron s'est étendu au pied de la colline. Les faubourgs de la ville se développent vers l'est au XIVe siècle. Une nouvelle église est construite pour ce nouveau quartier. L'église Notre-Dame-de-Pous est mentionné en 1292. En 1348, elle est citée sous le nom ecclesia beate Maria de pulchro loco, église Notre-Dame-de-Beaulieu. L'église devient le principal édifice religieux du village. La paroisse y est transférée en 1541 après la ruine de l'église Saint-Michel. La même année, les consuls de Cucuron décident la construction d'une nouvelle enceinte qui englobe les nouveaux faubourgs et l'église pour protéger le village d'un risque d'une troisième invasion des troupes de l'empereur Charles Quint après les invasions de 1524 et 1536 comme l'exprime le premier consul le 28 août 1541 : «... al present pays de Prouvence, si fa brud que, per la conservation del dit pays, lo Rey senghor nostre manda certana quantitat de gascons et séria bon, per si gardar de pilharias, intérim de retirar dedins la villa comme son blas et autres bens mouvables et en apres los servir de so que leur séria neccessari defora per evittar tout plain de inconveniens tant de filhos que de fremas... ».
Aucun texte ne permet de préciser l'historique de la construction de l'église avant le XVIIe siècle. Seule l'étude archéologique du monument permet de retracer un historique des phases de construction.
L'église est à nef unique de quatre travées. Elles sont de style roman provençal, construites au XIIIe siècle. Les trois premières travées sont couvertes en berceau brisé. Pour permettre l'agrandissement de l'église au XIVe siècle, la chœur roman a été démoli. Le couvrement de la quatrième travée a été modifiée au XIVe siècle et le chœur pentagonal a été construit. Le clocher de l'église Saint-Michel s'est effondré en 1588. La même année, un projet de clocher est étudié pour l'église Notre-Dame-de-Beaulieu. Deux loches sont fondues, mais le chantier de construction est interrompu, en 1596. En 1620, une visite pastorale note que le clocher n'est élevé qu'à hauteur d'homme. Cet arrêt du chantier de construction du clocher entre 1588 et 1620 est dû à une malfaçon qui a entraîné un effondrement du clocher.
La totalité des chapelles a été construite par des confréries qui y avaient des autels. Elles ont été construites de la quatrième travée, à la première, à l'entrée de l'église. Les chapelles de la quatrième travée sont de même style gothique que la chevet et ont dû être construites au milieu du XIVe siècle. Les visites pastorales nous renseignent sur les périodes de construction des autres chapelles. Les chapelles de part et d'autre de la troisième travée sont déjà réalisées en 1620, saint Blaise, au nord, et du Rosaire, au sud. Les autres chapelles sont du XVIIe siècle.

## Protection
L'église a été classée au titre des monuments historiques le 25 septembre 1961.

## Description
L'église Notre-Dame-de-Beaulieu est à nef unique de quatre travées séparées par des piliers à ressauts surmontées d'une voûte en berceau avec trois arcs doubleaux retombant sur des pilastres à dosserets. Les trois premières travées sont de style roman provençal. Le couvrement de la quatrième travée a été reconstruit au XIVe siècle dans le style gothique, probablement en même temps que la reconstruction du chevet et l'ajout de chapelles de part et d'autre de cette travée. Des chapelles ont été ajoutées au XVIIe siècle de part et d'autre des trois premières travées.

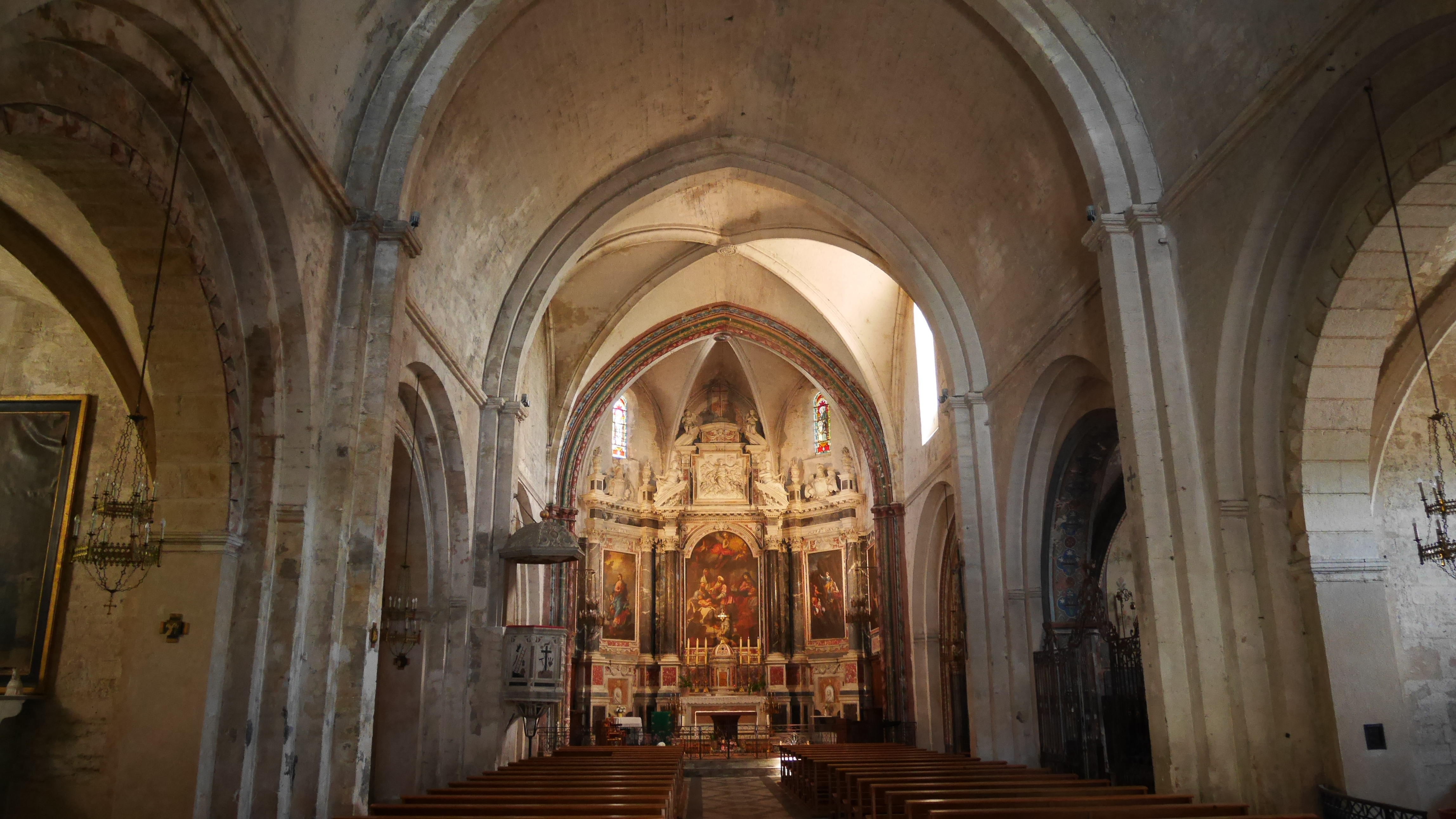
Nef en berceau brisé avec arcs-doubleaux à ressauts.

## Orgue
Un premier orgue a été construit vers 1614 par Pierre Marchand. L'orgue placé sur une tribune au-dessus de l'entrée a été construit entre 1786 et 1788 par Pierre Duges, facteur d'orgue d'Aix-en-Provence (devis de l'orgue de l'église, le 6 juillet 1786). De l'orgue de Pierre Marchand il ne reste qu'un peu plus de quatre jeux. Le reste de l'orgue est du XVIIIe siècle. L'orgue a été modifié en 1810 par François Borme, en 1835 par un facteur italien (Giovanni Mentasti ?) et au XXe siècle mais il a été restauré dans son état d'origine entre 1975 et 1983 par Patrice Bellet, facteur d'orgue à Embarthe, près de Saint-Clar, dans le Gers. Le buffet simple à 3 tourelles encadrant 2 plates-faces a été réalisé par le menuisier Augustin Moutonnet.

## Mobilier
L'essentiel du mobilier conservé dans l'église date des XVIe et XVIIIe siècles.
Un maître autel datant de 1517 a disparu entre 1789 et 1795. En 1795, la paroisse, à l'initiative de l'abbé Guichard, a décidé de remplacer ce retable par un nouveau mis en place en 1801 qui avait été commandé en 1661 par Laure Martinozzi, duchesse de Modène, nièce de Mazarin, pour la chapelle de la Visitation d'Aix-en-Provence. Les tableaux décorant le retable ne sont pas ceux qui avaient été commandés en 1661 : une Visitation, une Nativité, une Présentation de la Vierge réalisés par Reynaud Levieux qui se trouvent dans l'église de la Madeleine d'Aix-en-Provence. Ils ont été remplacés par une Circoncision, au centre, une Immaculée Conception, l'enseignement de sainte Marthe et sainte Marguerite, datant du XVIIIe siècle.

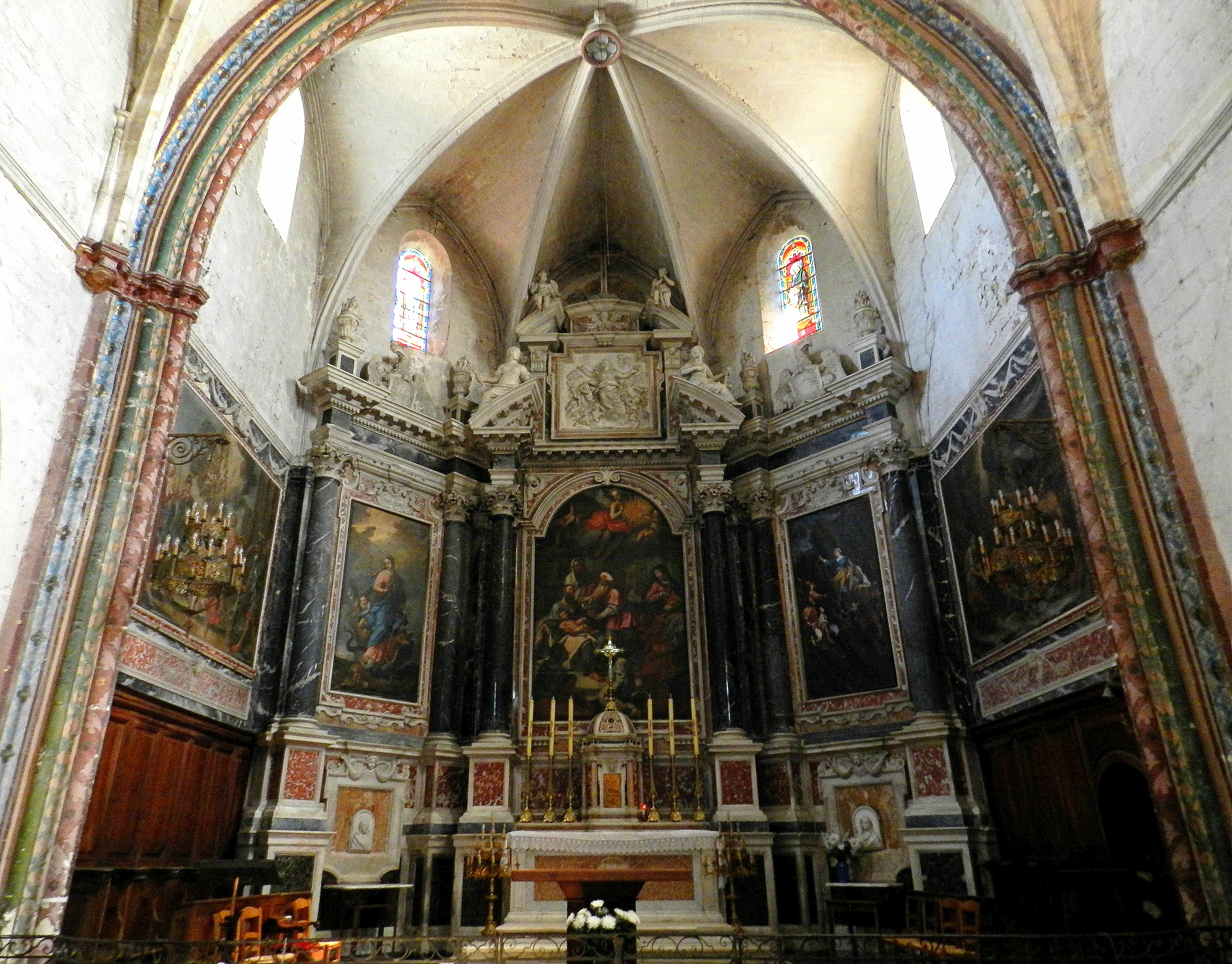
Retable commandé en 1661 pour la chapelle de la Visitation, à Aix-en-Provence.
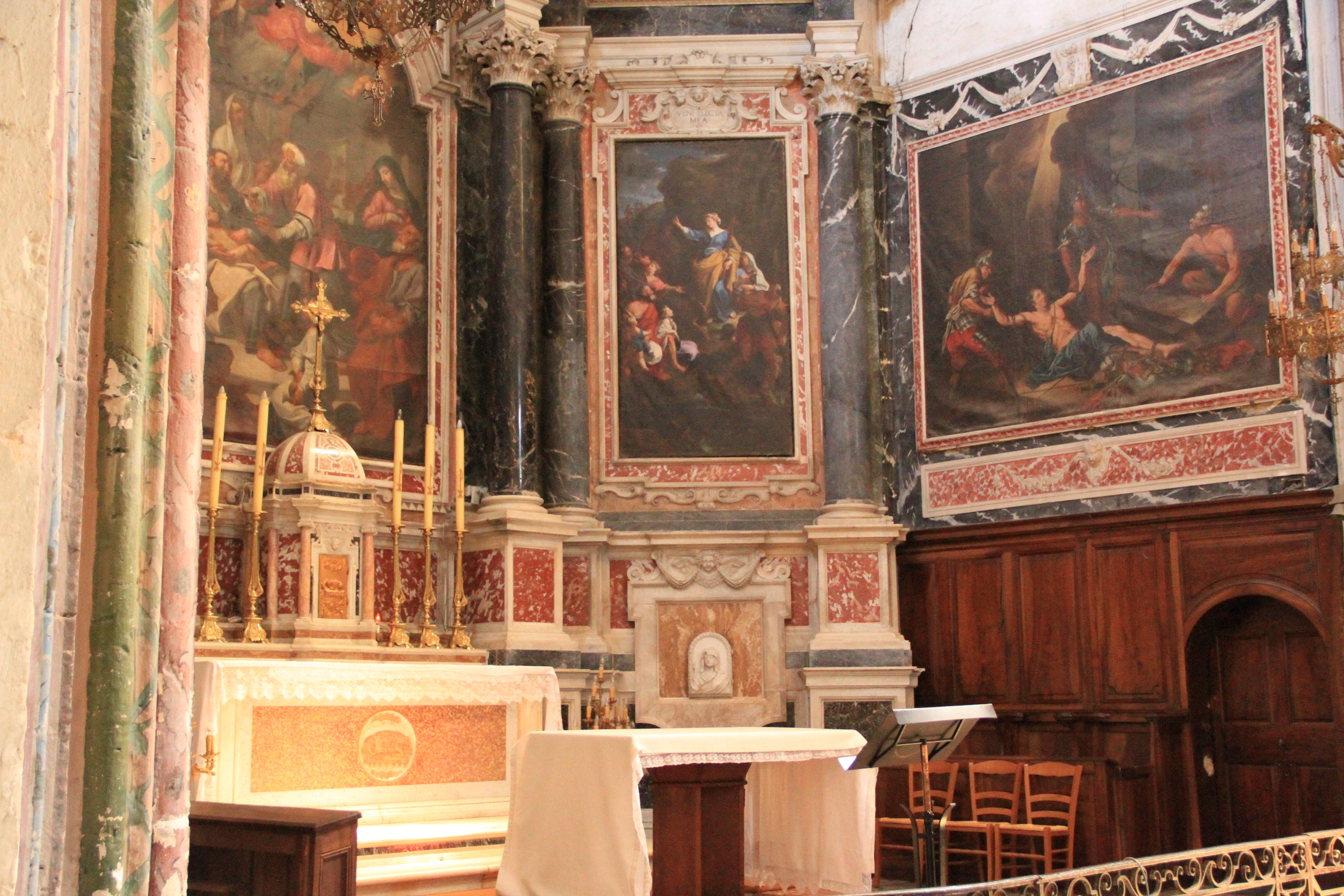
La Circoncision, sainte Marthe enseignant.
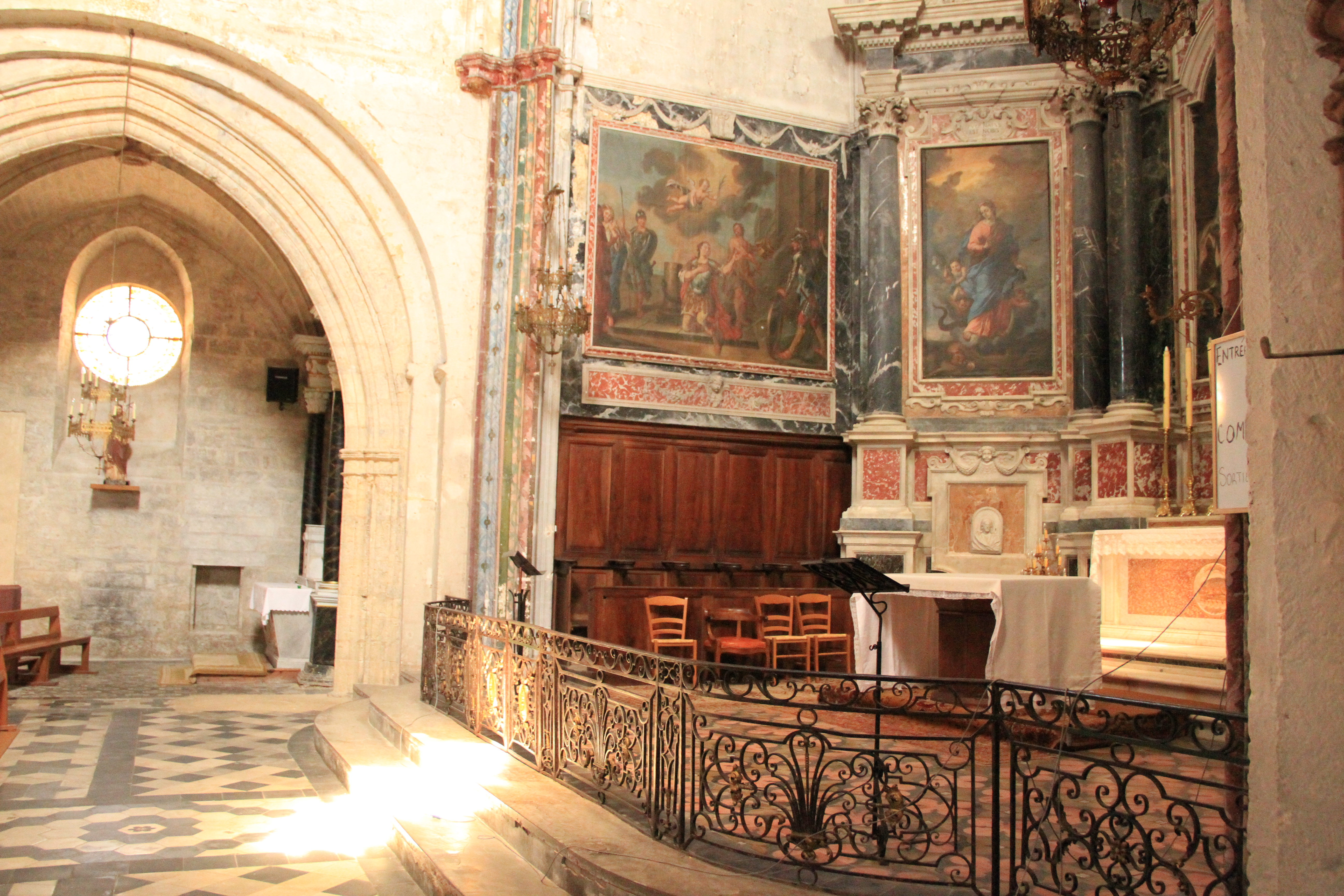
La Circoncision, l'Immaculée Conception.